# Catedral de Cremona

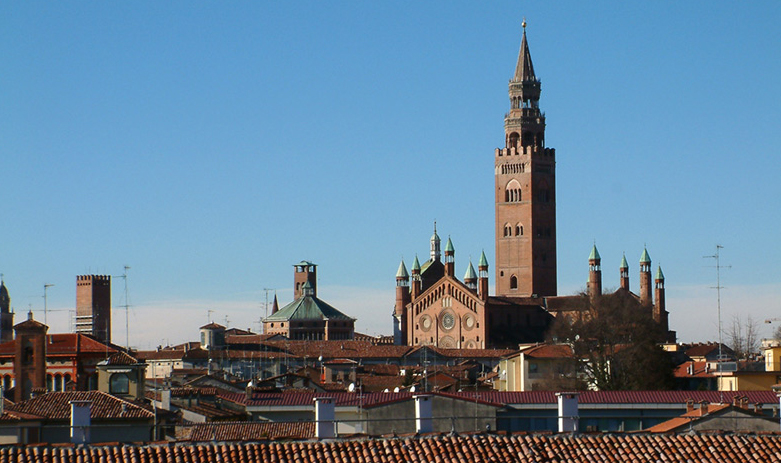
Vista lejana, con el Torrazzo y el batipterio

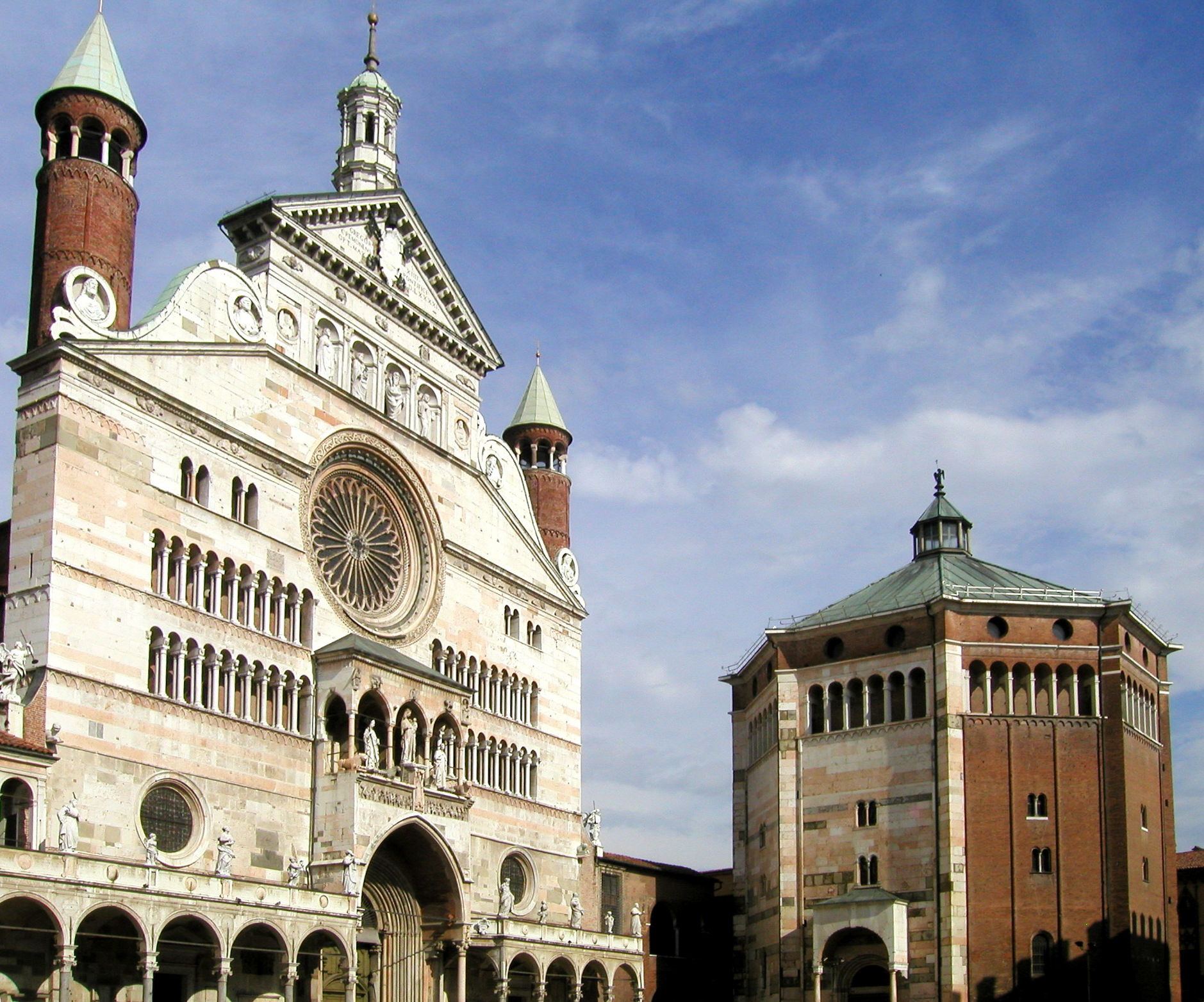
La catedral y el batipterio

La catedral o Duomo de Cremona, oficialmente catedral de Santa María de la Asunción (en italiano: Cattedrale di S. Maria Assunta) es el principal lugar de culto católico de la ciudad de Cremona, en Lombardía, sede obispal de la diócesis de Cremona.
La catedral es un vasto templo románico continuamente readaptado con elementos góticos, renacentistas y barrocos. Su campanario es el famoso Torrazzo di Cremona —símbolo de la ciudad y la torre más alta a principios de la Italia moderna— y contiguo está el Baptisterio, constituyendo los tres elementos uno de los conjuntos más emblemáticos de la transición románico-gótico de la Italia del norte. La fachada de la catedral es uno de los ejemplos más acabados del románico de toda Europa.
En el interior de la catedral hay notables obras de escultura y pintura, como la tumba de los santos Mario y Marta, y sus hijos Audiface y Ábaco, originarios de Persia y que fueron martirizados en Roma, llamado Arca de los mártires persas.

## Historia
La catedral de Cremona fue erigida en el siglo XII, período de gran prestigio de la ciudad, vinculada a una serie de éxitos en el campo militar y en las condiciones de bienestar económico. El lugar elegido para la construcción fue el punto más alto de la ciudad medieval, cerca del centro del originario castrum romano, protegido de las inundaciones del río Po, que en esa época corría mucho más cerca del centro de lo que lo hace hoy. En ese lugar, anteriormente, había dos iglesias dedicadas a san Esteban y a santa María, que fueron demolidas con el fin de iniciar la construcción del templo principal. La fecha de colocación de la primera piedra es conocida: 26 de agosto de 1107.
Durante el gobierno del obispo Oberto da Dovara, el 3 de enero de 1117 un devastador terremoto (terremoto de Verona de 1117) sacudió el norte de Italia y también dañó gravemente la nueva catedral de Cremona, siendo por ello reconstruida prácticamente en su totalidad en las siguientes décadas. Un documento elaborado por el obispo Sicardo de Cremona da fe de la reanudación de la construcción en el año 1129, cuando fueron encontrados entre los escombros, las reliquias del san Himerio Obispo. En 1190 fue consagrada, presidiendo la celebración el obispo Sicardo.
La catedral construida en el siglo XII era muy diferente de la actual. En primer lugar, tenía una fachada con salientes, como muestran algunas representaciones (incluyendo un sello municipal, que ahora se conserva en el Archivo del Estado), y la planta era basílical, sin transepto. El proyecto original también tenía una fachada flanqueado por dos torres laterales, siguiendo el modelo de las grandes catedrales de las ciudades imperiales transalpinas (westwerk). Esta idea, sin embargo, no se puso en práctica, tal vez debido a la construcción, al lado de la fachada, de una torre mucho más alta torre para el campanario (el Torrazzo di Cremona).
Durante los siglos XIII y XIV se añadieron los dos brazos del transepto, dando a la iglesia una planimetria en cruz (no exactamente una cruz latina, ya que la longitud del transepto supera a la del cuerpo principal).
Posteriores intervenciones siguieron en los siglos siguientes, concentradas principalmente en el interior de la iglesia. Entre las modificaciones realizadas en el exterior, está en primer lugar la reconstrucción de la parte superior de la fachada, construida en 1491 por el arquitecto Alberto Maffiolo de Carrara, que le dio su aspecto actual, con los nichos de los santos, el tímpano, las volutas y la aguja central. En el mismo período, el arquitecto Lorenzo de Trotti realizó parte del nártex (de formas bramantesca) que conecta la catedral con el Torrazzo, completándolo a principios del siglo siguiente con la construcción de la logia renacentista llamada Bertazzola.
En el siglo XX, la intervención más importante consistió en la disposición, en términos urbanísticos, del área alrededor de la catedral, del Torrazzo y el Baptisterio. En 1931 se demolieron las casas que se adosaban en el lado septentrional de la catedral, creando lo que hoy es el Largo Boccaccino.

## Descripción del edificio

### Exterior

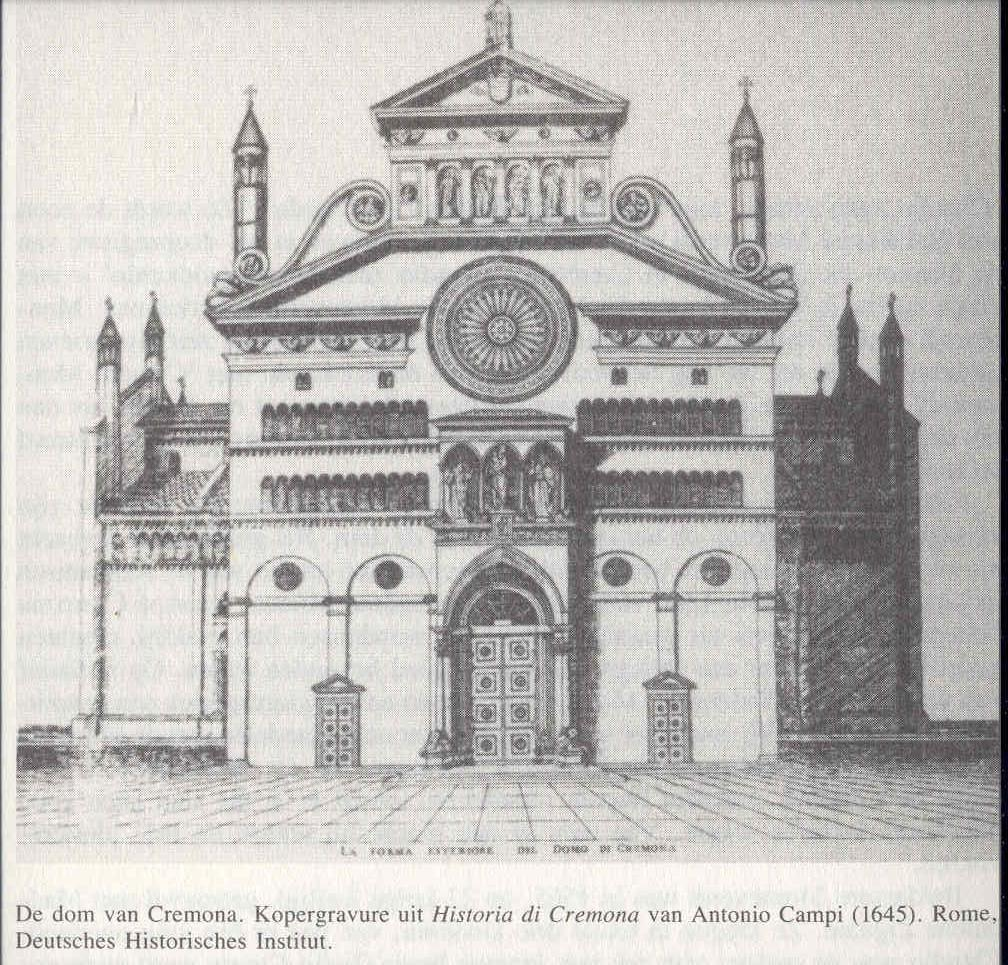
La fachada en 1645

El complejo formado por el Duomo (catedral), el Baptisterio y el Torrazzo está completamente separado del resto de la trama urbana, delimitado por calles y plazas (tras una serie de demoliciones llevadas a cabo en la primera mitad del siglo XX).
La fachada principal, flanqueada por el Torrazzo, preside la Piazza del Comune (antigua Platea Maior de la ciudad medieval), exactamente frente al Palazzo Comunale (Ayuntamiento). Revestida de mármol blanco de Carrara y de rojo de Verona por maestros campioneses, se caracteriza por un gran rosetón central, obra de Giacomo Porrata de Como (siglo XIII). El frente está aligerado por una logia de dos plantas, interrumpida en su centro por el elegante pórtico coronado por una galería con tres arcos, que alberga las estatuas de San Himerio, Virgen María y san Homobono. Los dos leones que sostienen las columnas del pórtico son obra de Giovanni Bono de Bissone.
Las intervenciones renacentistas afectaron principalmente a la parte superior de la fachada; Alberto Maffiolo de Carrara, en 1491, levantó un ático con cuatro nichos.
Los dos brazos (septentrional y meridional) del transepto también finalizan en una fachada. La del brazo septentrional se completó en 1288, pero se reanudó en 1319 para reparar los daños de un terremoto, mientras que la de la zona meridional se completó en 1374. Ambas fachadas tienen la forma de cabaña, con la cúspide aligerada por una galería de arcos de medio punto, un gran rosetón central y dos rosetas laterales ligeramente más pequeñas.
Todo el edificio está coronado por numerosas agujas, de inspiración nórdica. Tres dominan la fachada septentrional, tres la fachada meridional, dos el complejo absidal y dos la fachada principal, con un total de diez. La fachada principal tenía originalmente tres: los cambios durante el Renacimiento han comportado el abatimiento de la aguja central, y la construcción de la actual torreta.

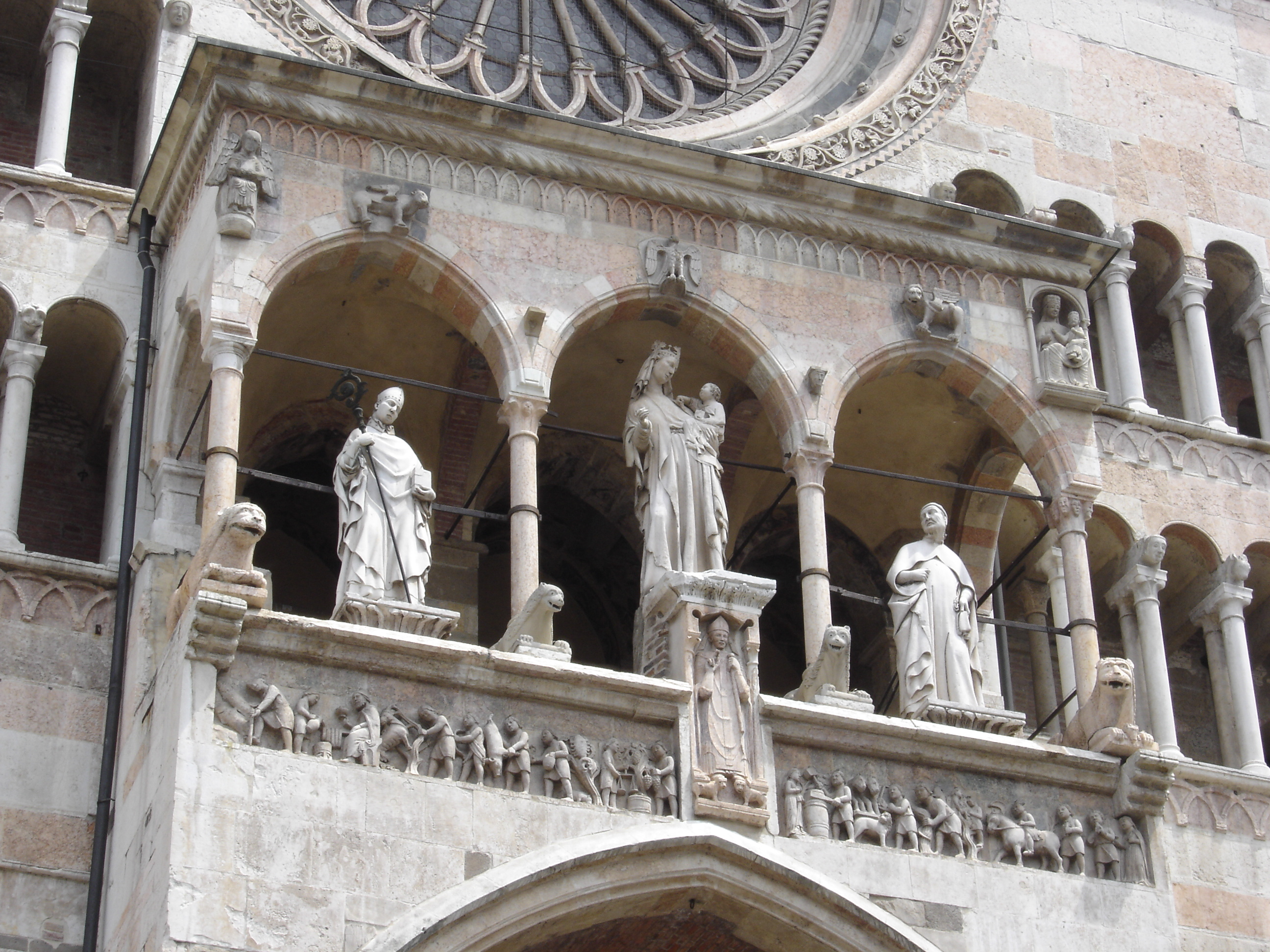
Las estatuas de los nichos del pórtico
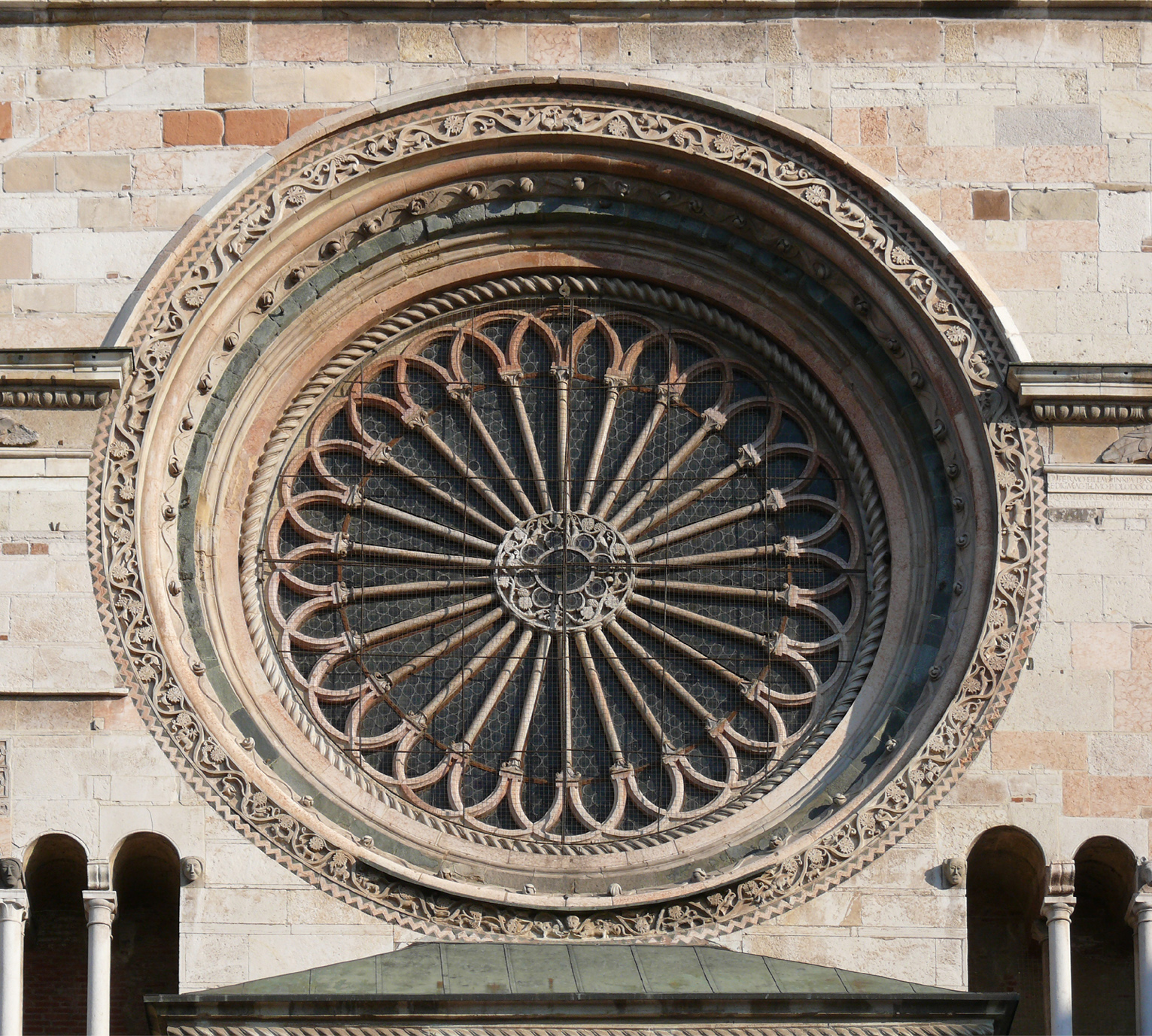
El rosetón
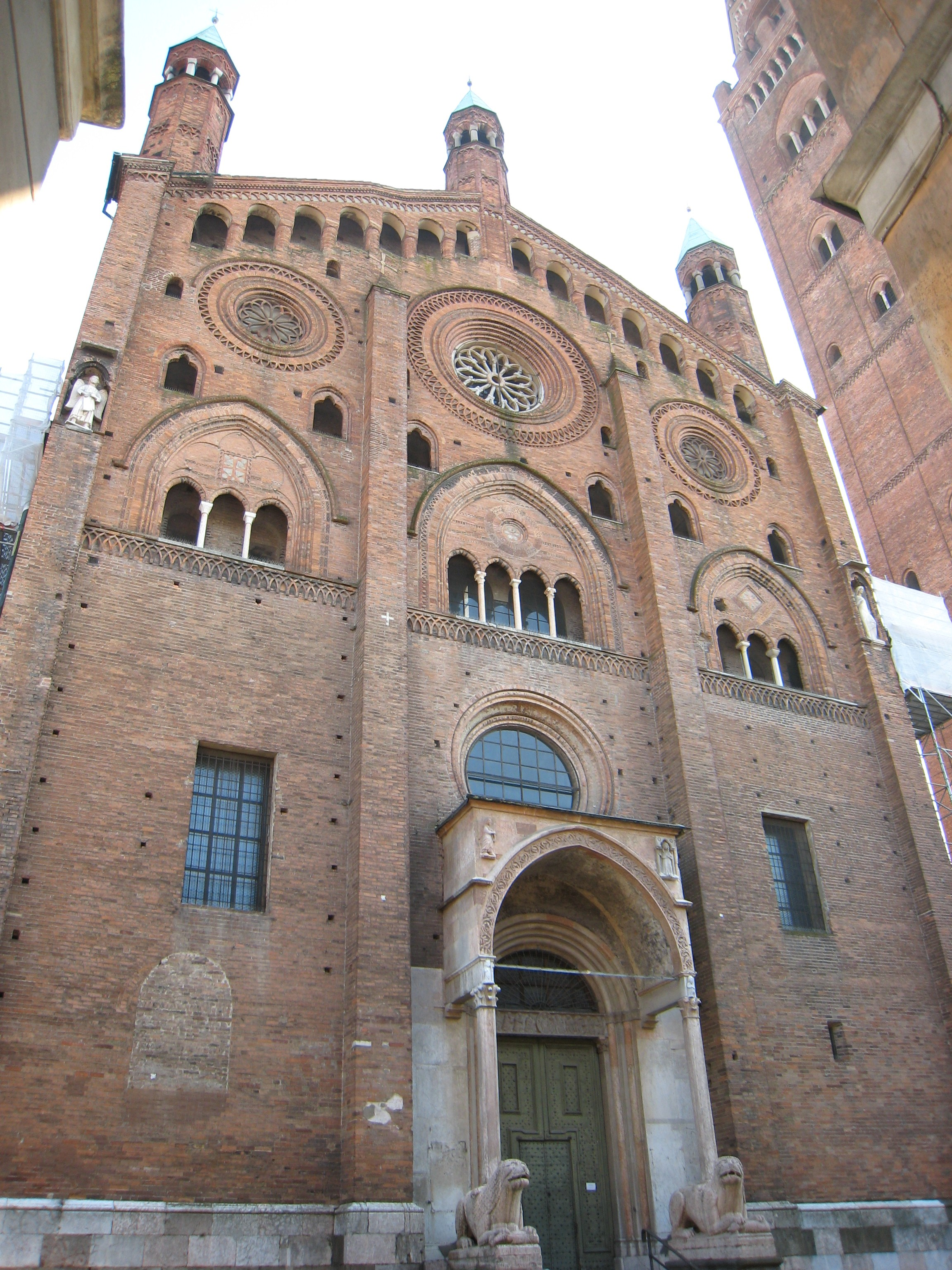
La fachada del transepto norte
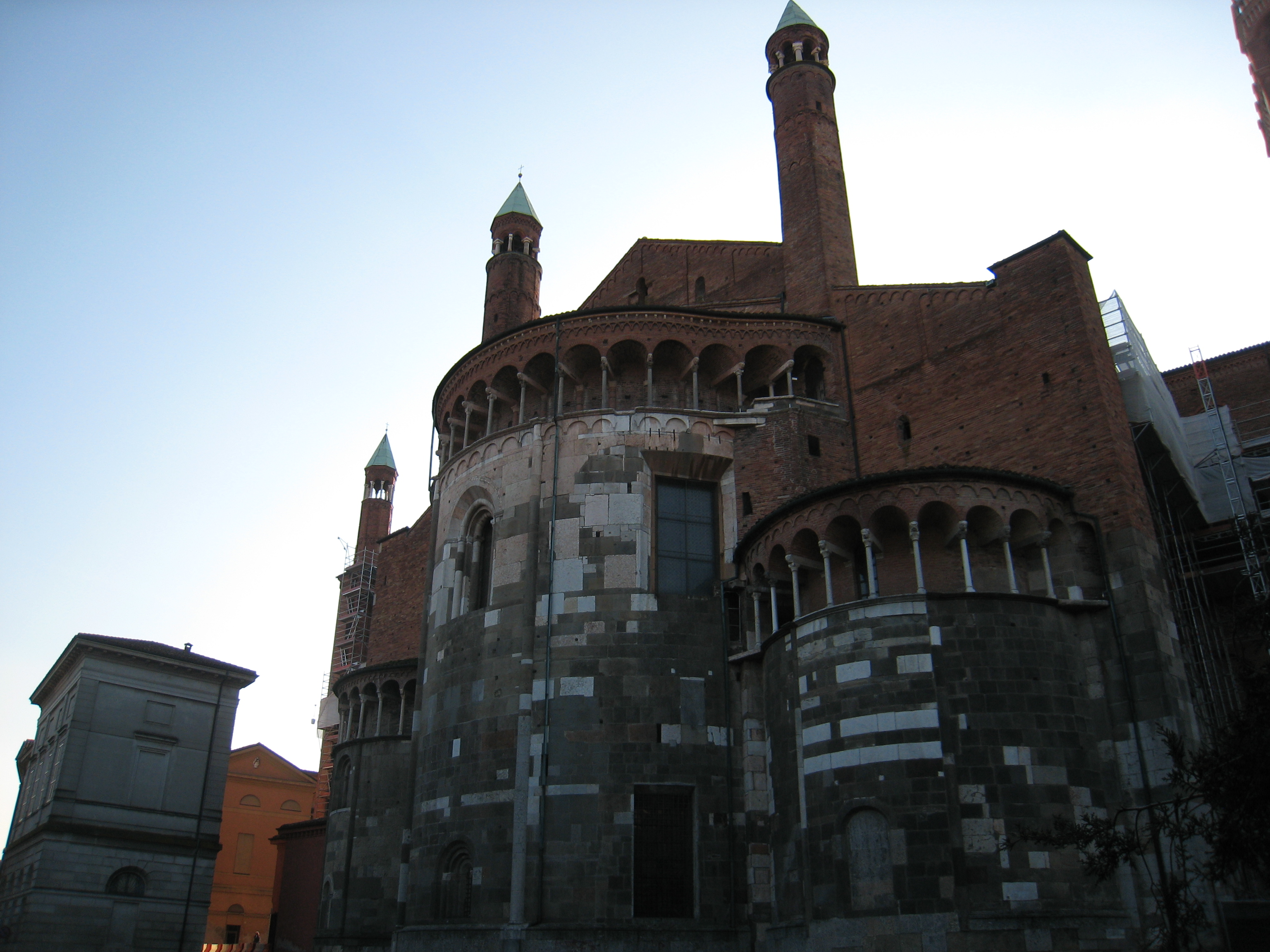
Los ábsides

### Interior

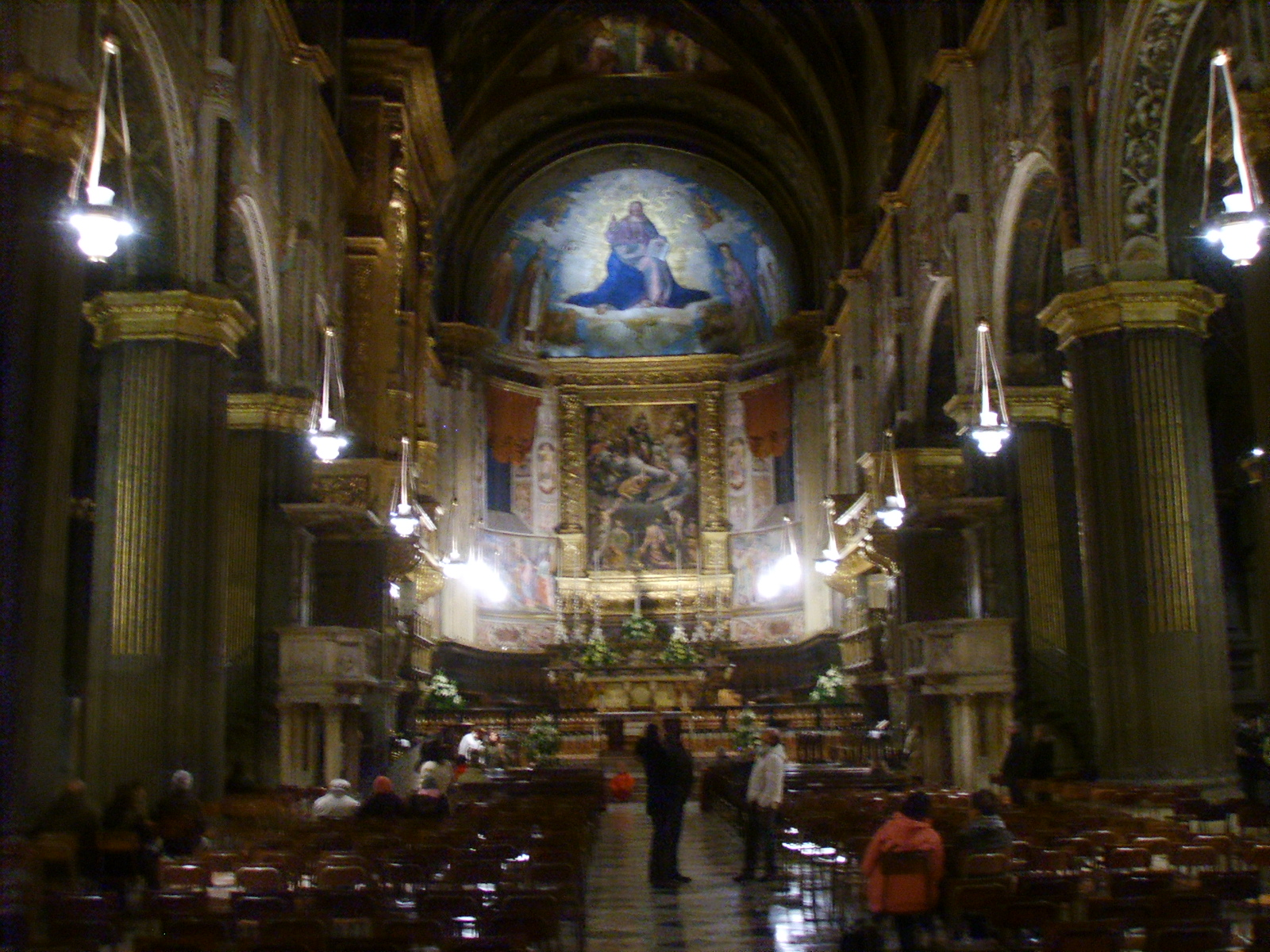
Interior

El interior de la catedral tiene tres naves separadas por dos series de enormes pilastras, alternativamente circulares y cruciformes, que sostienen severas bóvedas góticas con arcos de medio punto. Por encima de los naves laterales, se abren los matroneos, que se guardan sobre la nave principal a través de grandes ventanas biforas, con parteluz. Los intercolumnios de la nave mayor están cubiertos por bóvedas de crucería, de arco de medio punto, impostadas en el siglo XIV en el lugar de las bóvedas románicos originales.
La nave mayor termina en un gran ábside semicircular, en el que se realizó un notable fresco del Redentor. Incluso las dos naves terminan en ábsides semicirculares, de dimensiones más reducidas, entre las cuales también hay dos capillas ricamente decoradas: la capilla de Ssntísimo Sacramento, al final de la nave de la derecha, y la capilla de la Madonna del Popolo, al final de la nave izquierda.
El coro de madera es obra Giovanni Maria Platina de 1484.
Bajo el presbiterio se abre la amplia cripta, excavada en época románica, pero renovada en 1606 por Francesco Laurenzi, a quien sucedieron Giuseppe Dattaro y Giovanni Battista Maiolo tras el desastroso colapso de la bóveda. La cripta es de tres naves y conserva el Arca de los Santos Pedro y Marcelino, de 1506.

#### Arca de los mártires persas
El abad del monasterio de los Padres Olivetani de San Lorenzo en Cremona, Antonio Meli, en 1480 encomendó la tarea de terminar la ornamentación al escultor Giovanni Antonio Amadeo que esculpió otto formelle (paneles), después reutilizados en la catedral en 1813 para adornar dos púlpitos ochocentistas. Al año siguiente el constructor del Duomo, bien impresionado, le encargó un estudio sobre san Himerio capellán para el frontal del arca de san Himerio que recuerda el estilo del Mantegazza. Todavía en Cremona en 1482, el canónigo de la catedral Isaac Restalli le encargó esculpir el arca de san Arealdo. La fecha de 1484 con su firma está en cuatro relieves de mármol de la desmembrada Arca, es decir, en San Jerónimo penitente, San Francisco estigmatizado, Noli me tangere y en Jesús atado a la columna.
En el palacio comunal de Cremona el portal renacentista de la Sala del Consejo tiene esculturas ornamentales con las estatuas de la Justicia y de la Templanza que revelan su estilo.

#### Frescos

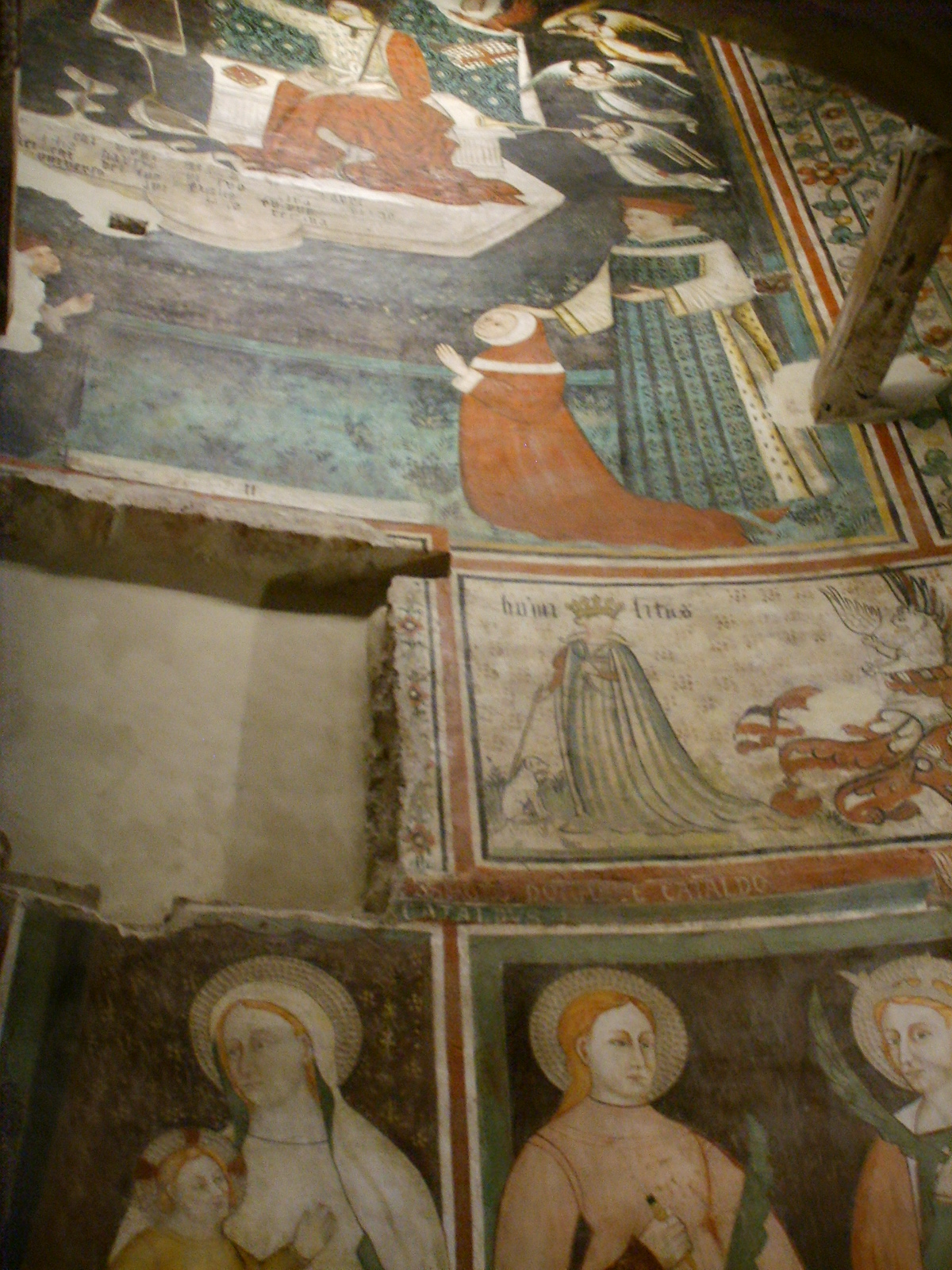
Frescos medievales

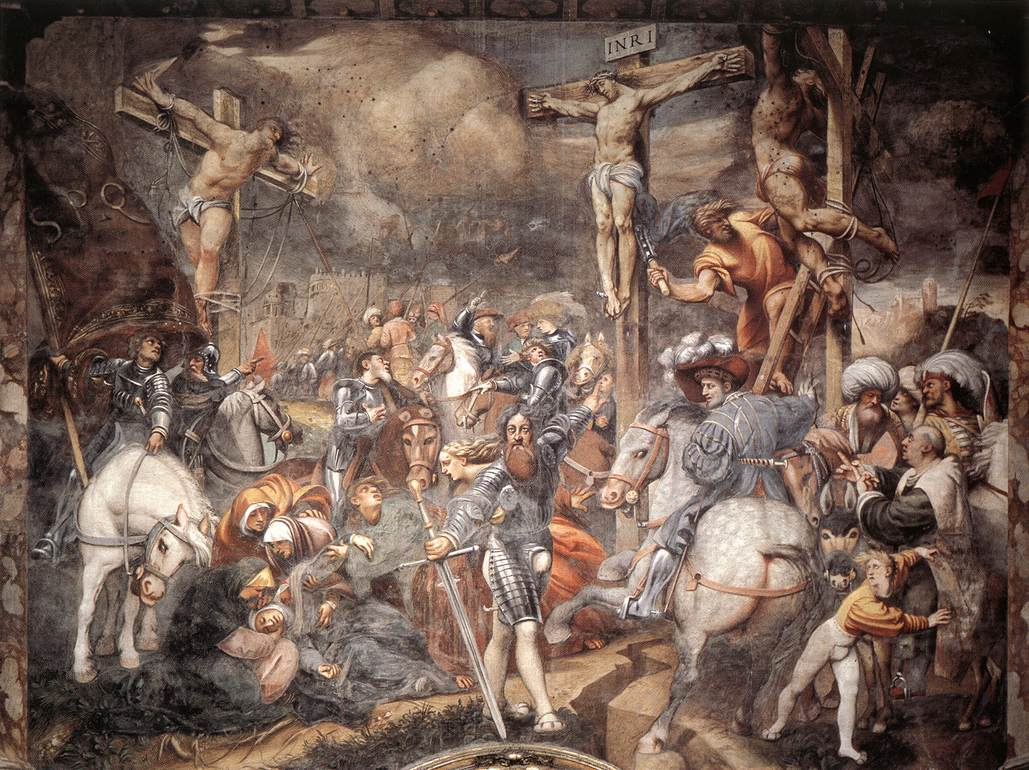
Crucifixión, del Pordenone (ca. 1520-1521), fresco en la contrafachada

La decoración pictórica de la nave mayor de la catedral, realizada por varios artistas en las dos primeras décadas del siglo XVI, es uno de los episodios más importantes de la cultura figurativa lombarda de la época, al punto de que la catedral recibe el sobrenombre de «Capilla Sixtina de la llanura padana». Comenzó las labores Boccaccio Boccaccino, artista del que se ha sugerido una formación previsiblemente milanesa posteriormente enriquecida por el contacto con el proto-clasicismo emiliano y el cromatismo del área veneta, durante su estancia en la corte de los Este de Ercole I (1497-1500). De regreso en Cremona, entre 1506 y 1507, Boccaccino pintó el ábside con elRedentore tra i Santi Marcellino, Imerio, Omobono e Pietro esorcista, protector de la ciudad, l’Annunciazione, en el arco de triunfo y dos bóvedas, lamentablemente perdido. El fresco del Redentor parece poner en evidencia la asimilación de las novedades venecianas no sólo de Giorgione sino también de Durero, lo que ha hecho sugerir una visita lagunar del artista. El programa pictórico de los arcos de los intercolumnios de la nave central preveía el ciclo de la Storie della Vergine para la pared de la izquierda, y la Storie della Passione di Cristo por la derecha. Quedaba todavía al Boccaccino emprender la decoración de los primeros frescos con escenas de la vida de María en los primeros cuatro arcos, realizados entre 1512 y 1516.
El artista estuvo acompañado por otros pintores a partir de 1515, cuando Giovanni Francesco Bembo comenzó a pintar la Adorazione dei Magi y la Presentazione al Tempio en el quinto arco, mientras Altobello Melone, al año siguiente, hacía los frescos de la Strage degli Innocenti y la Fuga in Egitto en el séptimo (el sexto intercolumnio está ocupado por la monumental cinquecentesca caja tallada y dorada que contiene el órgano Mascioni de 1984), para después hacer los frescos en la pared derecha de los otras dos intercolumnios a partir del presbiterio con escenas de la Pasión.
Las innovaciones estilísticas introducidas por los dos artistas también provocaron una evolución en Boccaccino, que muestra una transición de un calmo estilo narrativo a una visión menos simétrica y centrada en la composición. La decoración de la catedral de Cremona es ciertamente de gran interés por la contribución de algunos de los principales artistas excéntricos del norte de Italia, que experimentaban soluciones alternativas al lenguaje formal del clasicismo.
En 1519 los dos arcos sucesivos de la pared de la derecha se confiaron al bresciano Girolamo di Romano, llamado Il Romanino, que va a representar Cristo davanti a Caifa, la Flagellazione, la Incoronazione di spine y el Ecce homo. Sin embargo, los nuevos Massari en 1520 revocaron su comisión, prefiriendo a Giovanni Antonio de Sacchis, conocido como el Pordenone, quien, al regresar de una experiencia romana, fue capaz de terminar la decoración con un lenguaje que se considera más avanzado, actualizado a partir de las novedades de Raffaello y, sobre todo, Michelangelo. La máxima intensidad estilística alcanzada por el artista aparece en la contrafachada, donde el Pordenone dispensó una dramática ‘'Crocifissione y una hermosa Compianto, pintada en un espacio arquitectónico ficticio, con el cuerpo de Cristo depuesto en escorzo. El ciclo se completó en 1529 por Bernardino Gatti, llamado il Soiaro, que pintó la Resurrezione di Cristo en la esquina inferior izquierda de la contrafachada.
El presbiterio también se decoró con frescos de los Campo después de la apertura de las dos ventanas del ábside que llevaron a la destrucción de los frescos prexistentes de Boccaccino. En las naves laterales menores del mismo transepto hay un extraordinario ciclo pictórico quattrocentesco de frescos que representan escenas del Antiguo Testamento, cuya atribución es aún incierta. El ciclo, en origen extendido a las naves menores del cuerpo central, en esta última zona se ha ocultado por la superposición de pinturas del siglo XVII.

### Órgano de tubos

#### Órgano mayor
En la catedral se encuentra el órgano Mascioni Opus 1066, instalado en 1984. El instrumento es de trasmisión mecánica para los teclados y pedaleros, eléctrico para la grabación. La disposición fónica es la siguiente:
| Primer teclado - Positivo |               |
| Principale                | 8'            |
| Ottava                    | 4'            |
| Quintadecima              | 2'            |
| Decimanona                | 1.1/3'        |
| Vigesimaseconda           | 1'            |
| Ripieno 4 file            | 2/3'          |
| Flauto a camino           | 8'            |
| Flauto a cuspide          | 4'            |
| Sesquialtera 2 file       | 2.2/3'–1.3/5' |
| Tromba                    | 8'            |
| Cromorno                  | 8'            |
| Voce umana                | 8'            |
| Tremolo                   |               |

| Segundo teclado - Grand'Organo |        |
| Principal                      | 16'    |
| Principal I                    | 8'     |
| Principal II                   | 8'     |
| Octava                         | 4'     |
| Duodécima                      | 2.2/3' |
| Quintadécima                   | 2'     |
| Ripieno 4 file                 | 1.1/3' |
| Ripieno 6 file                 | 2/3'   |
| Flauto traverso                | 8'     |
| Flauto a camino                | 4'     |
| Cornetto 4 file                | 4'     |
| Tromba                         | 16'    |
| Tromba                         | 8'     |
| Chiarina                       | 4'     |

| Tercer teclado - Espressivo |        |
| Principal                   | 8'     |
| Octava                      | 4'     |
| Ripieno 5 file              | 2'     |
| Bordone                     | 16'    |
| Bordone                     | 8'     |
| Flauto                      | 4'     |
| Flauto in XII               | 2.2/3' |
| Flauto in XV                | 2'     |
| Terza                       | 1.3/5' |
| Viola da gamba              | 8'     |
| Controfagotto               | 16'    |
| Tromba Armónica             | 8'     |
| Oboe                        | 8'     |
| Coro Viole 3 file           | 8'     |
| Tremolo                     |        |

| Pedales        |         |
| Contrabbasso   | 16'     |
| Gran Quinta    | 10.2/3' |
| Basso          | 8'      |
| Quintadecima   | 4'      |
| Ripieno 6 file | 2.2/3'  |
| Subbasso       | 16'     |
| Flauto stoppo  | 8'      |
| Flautino       | 4'      |
| Bombarda       | 16'     |
| Trombone       | 8'      |
| Fagotto        | 4'      |

| Uniones |        |
| Unión   | I-P    |
| Unión   | II-P   |
| Unión   | III-P  |
| Unión   | I-II   |
| Unión   | III-II |
| Unión   | III-I  |

#### Órgano coral
En la catedral hay también un órgano positivo a cassapanca,, construido en 2003 por Daniele Giani y destinado al acompañamiento de los cantos durante las liturgias. De transmisión mecánica, tiene un único teclado de 54 notas y sin pedales; la división entre el bajo y sopranos es Si2-Do3. La disposición fónica es la siguiente:
| Manual          |                |
| Principal       | 8' Bassi       |
| Principal       | 8' Soprani     |
| Octava          | 4' Bassi       |
| Octava          | 4' Soprani     |
| Duodécima       | 2.2/3' Soprani |
| Quintadécima    | 2'             |
| Decimanona      | 1.1/3'         |
| Vigésimasegunda | 1'             |